# 茅野常成

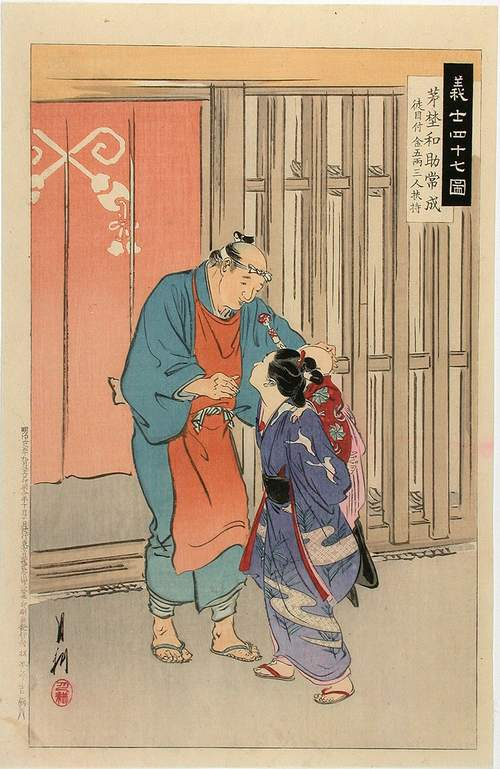
『義士四十七図　茅野和助常成』（尾形月耕画）

茅野 常成（かやの つねなり、寛文7年（1667年） - 元禄16年2月4日（1703年3月20日））は、江戸時代前期の武士。「元禄赤穂事件」における赤穂浪士四十七士の一人。通称は和助（わすけ）。

## 生涯
寛文7年（1667年）、美作国津山藩森家家臣の茅野武助常宣（200石）の次男として津山に生まれる。母は津山藩森家家臣富田加兵衛の娘。父・常宣は、天和元年（1681年）、藩主森長武の寵臣横山刑部右衛門が津山藩政において専横を極めていた際に森長武に藩の惨状を訴え出たため追放されたという。なお、赤穂浪士の1人である神崎則休も津山藩森家の浪人であったが、神崎もこの時に追放されたという説がある。
その後、子の常成が播磨国赤穂藩主・浅野長矩に拾われて再仕官できた。元禄10年（1697年）頃から赤穂藩の書留に名が見えるのでその頃の仕官と見える。赤穂藩内では横目5両3人扶持役料5両であり、譜代の臣下ではないのでもっとも身分の軽い藩士の1人であった。しかし武術の達人で自眼流居合いをよくしていたという。また、のち吉良邸討ち入りの際には弓で戦っているので弓も得意だったと思われる。
元禄14年（1701年）3月14日に主君・浅野長矩が吉良義央に刃傷に及んだ際には赤穂にあった。すぐに大石良雄の盟約に加わり、母は美作の実家へ、妻いとと生まれたばかりの子茅野猪之吉は赤穂に残した。元禄15年10月4日に大石良金に従って江戸へ下向。江戸では芝源助町の礒貝正久宅に同居していた。
吉良邸討ち入りの際には裏門隊に属し半弓で戦った。武林隆重が吉良義央を斬殺し、一同がその首をあげたあとは、水野忠之の屋敷にお預かりとなり、元禄16年（1703年）に同家家臣値賀又蔵の介錯で切腹した。享年37。主君・浅野長矩と同じ江戸の高輪泉岳寺に葬られた。法名は刃響機信士。
俳人としての才能もあり、禿峰（とくほう）という雅号を持つ。泉岳寺の僧・白明から辞世の句を所望され、「天の外はあらじな千種たに　本さく野辺に枯るると思へは　世や命咲野にかかる世や命」を残している。

## 後史
一子・猪之吉は宝永3年(1706年)、七歳で死去し赤穂の福泉寺に葬られた。同寺はのちの「文久赤穂事件」で河原翠城が襲われる。

## 創作
なお、赤穂藩士で討ち入りを前にして自害した萱野重実（三平）は、茅野とは関係はない。しかし苗字の読みが同じ「かやの」なせいで「二人は兄弟で、自害した三平の無念は弟の和助が晴らした」などという事実と異なる逸話が残っている。